# 葛家理
葛家理（1933年—），男，四川酉阳人（一作北京人），中国油气田开发工程专家，曾任西南石油学院副院长、教授、博士生导师，中国石油大学（北京）副校长。